# Mitsunori Fujiguchi
 (juin 2025).
Si vous disposez d'ouvrages ou d'articles de référence ou si vous connaissez des sites web de qualité traitant du thème abordé ici, merci de compléter l'article en donnant les références utiles à sa vérifiabilité et en les liant à la section « Notes et références ».
Mitsunori Fujiguchi (藤口 光紀, Fujiguchi Mitsunori), né le 17 août 1949, est un footballeur japonais, qui évoluait au poste d'attaquant au Mitsubishi Motors et en équipe du Japon.
Fujiguchi a marqué deux buts lors de ses vingt-six sélections avec l'équipe du Japon entre 1972 et 1978.

## Carrière
- 1974-1982 : Mitsubishi Motors

## Palmarès

### En équipe nationale
- 26 sélections et 2 buts avec l'équipe du Japon entre 1972 et 1978.

### Avec Mitshubishi Motors
- Vainqueur du Championnat du Japon de football en 1978.